# Chilpéric Ier (roi de Burgondie)
Pour les articles homonymes, voir Chilpéric Ier.
Chilpéric Ier ou Hilpéric (décédé entre 474 et 491) est un roi burgonde. « Il pourrait être le fils de Gundahar (Gondichaire), ou son neveu (fils de Gislahar ou de Godomar au cas où ceux-ci auraient été des frères de Gundahar -ce qui est loin d'être certain), ou le descendant d'autres dynasties burgondes rivales des premières, qui auraient vécu en exil quelque part ». Ce n'est qu'après 470 que la capitale principale du royaume fut transféré à Lyon d'une manière permanente. Gondioc résidait encore à Genève avant 457. Il régna avec son frère Gondioc entre les années 450 et 460, date approximative de la mort de Gondioc. Il régna seul en succédant à son frère Gondioc de l'an 473 jusqu'à sa mort. 

« Le roi Hilpéric mourut, on ne sait quelle année, après la sécession temporaire de l'oppidium de Vaison en 474, et peut-être avant l'attaque de Brioude si elle eut lieu pendant cette guerre contre les Goths vers 476/477, en tout cas avant la campagne suivante menée en Italie en 491. »

— Katalin Escher, Les Burgondes, Éditions Errance, 2006, p. 102.

## Annexe

### Liste des rois burgondes
| Liste des rois burgondes Les données concernant les rois burgondes sont très incertaines |                                                                           |                                                                       |                                                                       |
| Le roi Gondebaud, dans la loi Gombette : TITRE III, De la liberté de nos esclaves, cite les noms de ses aïeux « de royale mémoire » : Gibica, Godomar, Giselher (ou Gisclar-Gislahar), Gundahar (ou Gondicaire-Gondichaire) |                                                                           |                                                                       |                                                                       |
| En Germanie |                                                                           |                                                                       |                                                                       |
| Gibica ? Ancêtre historique ou mythique des rois burgondes |                                                                           |                                                                       |                                                                       |
| Godomar ? | Giselher (Gislahar) ?                                                     | Gundahar (Gondichaire ou Gondicaire) (nom latin : Gondicarius) ?      | Gundahar (Gondichaire ou Gondicaire) (nom latin : Gondicarius) ?      |
| Ont-ils régné en même temps ou l'un après l'autre ? |                                                                           |                                                                       |                                                                       |
| Royaume de Worms ? |                                                                           |                                                                       |                                                                       |
| Gondichaire (Gondichaire ou Gondicaire) († vers 436/437 ?) |                                                                           |                                                                       |                                                                       |
| Installation en Sapaudia, (région de Genève) et expansion du royaume : vallées Rhône, Saône et Alpes (future Burgondie) |                                                                           |                                                                       |                                                                       |
| Gondioc († vers 460-463 ?) | Gondioc († vers 460-463 ?)                                                | Chilpéric Ier (Hilpéric) († vers 476 ?)                               | Chilpéric Ier (Hilpéric) († vers 476 ?)                               |
| Chilpéric Ier seul († vers 476 ?) Pas de postérité masculine |                                                                           |                                                                       |                                                                       |
| Quatre fils de Gondioc |                                                                           |                                                                       |                                                                       |
| Godomar II († date inconnue : avant 476. Ne règne pas) | Chilpéric II († date inconnue : avant 476. Ne règne pas) Père de Clotilde | Godégisile épouse Théodelinde                                         | Gondebaud épouse Carétène († 506)                                     |
| Godégisile († 500) | Godégisile († 500)                                                        | Gondebaud († 516)                                                     | Gondebaud († 516)                                                     |
| Gondebaud seul († 516) |                                                                           |                                                                       |                                                                       |
| Gondebaud († 516) | Gondebaud († 516)                                                         | Sigismond épouse vers 494 Ostrogotho fille de Théodoric, roi d'Italie | Sigismond épouse vers 494 Ostrogotho fille de Théodoric, roi d'Italie |
| Sigismond († 523) |                                                                           |                                                                       |                                                                       |
| Godomar III († date inconnue ; après 534) |                                                                           |                                                                       |                                                                       |
| Chute et fin du royaume. Partagé entre les rois Francs |                                                                           |                                                                       |                                                                       |